# Уесіба Морітеру
Уесіба Морітеру (яп. 植芝 守央, 2 квітня 1951 — ) — майстер айкідо, досю Айкікай. Другий син Уесіби Кіссьомару, онук засновника айкідо Уесіби Моріхея.
З 1976 року є дипломованим спеціалістом з економіки (закінчив Університет Мейдзі). З 1991 року регулярно проводить навчальні семінари з айкідо по всьому світі. 
З 1996 року директор Айкікай Хомбу додзьо. 4 січня 1999 року став Досю Айкікай , після смерті свого батька Уесіби Кіссьомару.
Очікується, що за сімейною традицією він передасть звання досю своєму сину — Уесіба Міцутеру.

## Доробок
Автор книги "Прогресивне Айкідо" і співавтор книги (разом з батьком) "Найкраще Айкідо: Основи", а також другої книги цієї серії "Майстер курс Айкідо: Найкраще Айкідо 2".